# لاغازيتا ديلو سبورت
صحيفة لاغازيتا دييلو سبورت (بالإيطالية: La Gazzetta dello Sport)‏، هي صحيفة رياضية إيطالية مخصصة لتغطية مختلف الألعاب الرياضية. تُعرف عالمياً باسم الجريدة الوردية بسبب ألوان ورقها الوردية الشهيرة. تأسست في 1896 في ميلانو إيطاليا. وهي أقدم وأكبر صحيفة رياضية في أوروبا فبقيت اصدر وحيدا إلى عام 1906 عندما تم تأسيس صحيفة إل موندو ديبورتيفو. تعتبر الصحيفة من أشهر 3 صحف إيطالية رياضية بجوار كوريري ديلو سبورت وتوتوسبورت.
صدر أول إصدار من الصحيفة في 3 أبريل 1896، وبسبب قدم نشأتها فإنها استطاعت أن تغطي مما سمح لها لتغطية دورة الألعاب الأوليمبية الأولى والتي عقدت في أثينا في عام 1896.
ومع ذلك، فإن دورها يمتد إلى أبعد من الأخبار، إلى التدخل المباشر في الأحداث الكبرى، بما فيها تنظيم جيرو الإيطالية (إيطاليا للدراجات) مرحلة سباق الدراجات. تهتم الصحيفة بأخبار فريقي مدينة ميلانو، إيه سي ميلان وإنتر ميلان.
تقوم مجموعة RCS MediaGroup بإدارة الصحيفة، وهي أحد أكبر دور النشر في العالم حيث بلغ صافي ربح المجموعة في عام 2011 أعلى معدل في تاريخ دور النشر الإيطالية بقيمة 322 مليون يورو. يقع مقر الصحيفة في شارع سولفرينو بمدينة ميلانو، وهو نفس الشارع التي تتواجد به الصحيفة اليومية الاخبارية كوريري ديلا سيرا الشهيرة.
المعدل التقريبي الحالي لعدد الأعداد التي تورزع يوميا ما بين 320 ألف إلى 370 ألف نسخه في الظروف الطبيعية، وتزداد في بعض الحالات مثل فوز المنتخب الإيطالي لكرة القدم بالبطولات أو تحقيق نادي إيطالي لإنجاز رياضي. وصل أعلى معدل بيع في السنوات الاخيرة إلى 2302808 نسخه (في ذلك الوقت اعتبر هذا الرقم قياسي) بعد فوز المنتخب الإيطالي لكرة القدم ببطولة كأس العالم لكرة القدم 2006.
وفي عام 2010 أعلن رئيس الصحيفة أن عدد القراء وصل لرقم قياسي لم تحققه أي جريدة إيطالية بعدما وصل عدد القراء إلى 3995000 قارئ يومياً. وفي 26 آب 1997، تم الإعلان عن موقع ويب، وصل عدد الزائرين للموقع بعد مده إلى مليون زائر.

## وصلات خارجية
- (بالإيطالية) النسخة الإيطالية
- (بالإنجليزية) النسخة الإنجليزية